# ビッカメ娘
- ビックカメラ > ビッカメ娘
- アイティオール > ビッカメ娘

ビッカメ娘（ビッカメむすめ）とは、家電量販店・ビックカメラの店舗のTwitterアカウントの擬人化キャラクターである。IT企業・アイティオール株式会社（2022年6月29日～2023年12月31日の期間はアイティオールの子会社だったナイセン・エンターテインメント株式会社）と株式会社ビックカメラが手がける。ビックカメラではこれを「実店舗に足を運んでもらうための広告戦略」と位置付けている。
萌えブームの定着により、企業や自治体などのPRにアニメ絵風の萌えキャラクターを使用することは珍しくなくなったが、企業公式によるチェーン店の「店舗擬人化」という点が特徴である。またキャラクターデザインには、（ビックカメラのユニフォーム（制服） ではなく、）イベントやCMで着用される法被 を着てその下にセーラー服を着ており、店舗の擬人化とされているが、店舗所在地の自治体の花・木・鳥、地名や特産物など、地域のシンボルとなる事物が必ず採り入れられている。ビックカメラの店舗だけでなく、周辺の地元企業や店舗もタイアップして地域のPRを行うことも多く、萌えおこし（萌えキャラクターによる町おこし）や地域擬人化的な要素も持ったプロジェクトである。

## 概要
アイティオール所属のイラストレーター藍沢ももこ（元ナイセン・エンターテインメント代表取締役） が、ビックカメラの各店舗を萌え擬人化したアニメ絵風の美少女キャラクターとして描き、店舗のPRを行う共同企画である。ビックカメラの各店舗のTwitter（現:X）公式アカウントが「ビッカメ娘」のキャラクターをアイコンやツイートで使用し、各店舗のPRに活用している。またビックカメラの実店舗には、その店舗のビッカメ娘の等身大パネルが置かれ、来店客が写真撮影できるコーナーが設置されている。他の店舗のキャラクターを含むビッカメ娘のポスターなどが貼られていることもある。全国の「ビッカメ娘」店舗パネルを巡り、SNSなどで写真を公開しているファンもいる。
2015年4月26日、アイティオールが運営する「ナイセン」公式Twitterアカウント（以下、ナイセン）がニコニコ超会議2015へ参加した様子を報告した際に、そのツイートを見たビックカメラ水戸駅店のTwitter担当者が反応したことから企画が始まった。水戸駅店の担当者が「ビックカメラ水戸駅店でも何かTwitter企画をやりたい」とリプライすると、ナイセンが「ビックカメラ水戸駅店たん擬人化プロジェクト」を思いつき、翌4月27日に擬人化キャラクター「水戸たん」のキャラクターデザインのラフスケッチを発表。5月9日には「水戸たん」のカラー立ち絵が完成した。またナイセンは「水戸たんと愉快な仲間たち。」として、ツイートに反応した他の公式アカウントを巻き込み始める。5月14日には柏店「柏たん」、JR八王子駅店「八王子たん」、5月18日には船橋駅店「ふなたん」、ビックロ「ビックロたん」が完成し、「ビッカメ娘」は5人となった。さらに浜松店「はまたん」が追加され、同年5月中に6人が出揃った。
同年6月下旬にはナイセンが、ビックカメラ水戸駅店開業4周年に合わせて「水戸たんイベント」を7月1日から開催予定と発表。最終的に他社も含めた48のTwitter公式アカウントが参加し、AKB48をもじった「TKK（Twitter華麗なる公式）48」として集合絵が完成。ナイセンが最後にフォロワー参加企画としてキャッチコピーを募集し、「公式は ゆるいぐらいが ちょうどいい」が採用された。こうして、水戸駅店・柏店・JR八王子駅店・船橋店・ビックロ・浜松店の6人の「ビッカメ娘」が誕生した。このようにTwitterで突発的に始まった企画で、ツイートに反応した店舗からキャラクターが作成されていったため、キャラクターの誕生順と実店舗の開店順などに関連はない。
水戸駅店ではビッカメ娘が店舗の人格であるかのような「なりきり」 運用を始めたことで店舗に親近感を抱く来店者が増加し、店舗に置いたキャラクターの等身大パネルも好評を博したという。さらに地元企業と組んで「水戸たん」が水戸市をPRするイベントも実施されるなど企画は発展し、遠方からの来店者が現れるまでに至った。これを見たビックカメラの執行役員が反響に目を付け、全社規模のプロジェクトとして発展。ナイセンによって水戸駅店以外の店舗もキャラクターがデザインされた。
水戸駅店以外でも地元企業との企画が行われ、広島電鉄の路面電車や立川バスではラッピング広告にも採用された。
その後も「ビッカメ娘」は増え続け、翌2016年5月には15人に達した。同年7〜8月には各店舗のキャラクターうちわが配布された。同年9月には20人目として聖蹟桜ヶ丘駅店「せいせきたん」が誕生した。1年後の2017年9月29日にはトリエ京王調布開業により、30人目の京王調布店「調布たん」が誕生。2020年10月19日には40人目の新宿東口駅前店「新東たん」が誕生、同年12月13日には天神1号店「天神1号たん」が誕生。2015年のプロジェクト開始から2020年までに誕生した「ビッカメ娘」は42人に及んだ。
2021年1月11日をもってビックカメラ池袋東口カメラ館が閉店し、「カメ館たん」「フォトたん」がビッカメ娘を「卒業」した。DPE専門店の「ビックカメラ BIC PHOTO」は、もともと池袋駅東口に独立した路面店として開店したが、2018年2月19日に池袋東口カメラ館へ移転し、カメラ館閉店と同時に閉店している。両店舗のTwitterアカウントは非公開設定となったが、プロフィールは引き続き掲載されている。これ以降も閉店や「ビックカメラ」としての営業が終了した店舗に関しては「卒業」扱いとなり、閉店後Twitterアカウントは非公開設定となっている。閉店した店舗で展示されていた等身大パネルは浜松町の「ナイセンリアルストア」で展示される。

## キャラクター
各キャラクターの名前は、店名にちなんだ名に「〜たん」を付けて統一されている。公式サイトでは、店舗は「ビッカメ娘のおうち」として紹介されており、各店舗に「住んでいる」という設定になっている。誕生日は各店舗の開業日（店舗の開店日）を「店舗誕生日」という設定にし、キャラクターの公表日を「擬人化誕生日」としている。
番号はキャラクターの誕生順。同時に誕生したキャラクターもあるが、記載順は「ビッカメ娘」公式サイト「プロフィール」に準ずる。
| No | 名前                         | 店舗名 | プロフィール | ツイッターアカウント                                                           | 店舗 |
| -- | ---------------------------- | --- | --- | ------------------------------------------------------------------------------ | ---- |
| 1  | 水戸たん                     | ビックカメラ水戸駅店 （茨城県水戸市 、エクセルみなみ）                                                                   | わら納豆のような髪型（食べられるらしい）。アクセサリーは水戸市の花・梅。戦車のような靴を履いている。 | ビックカメラ水戸駅店 (@biccameramito) - X（旧Twitter）                         |      |
| 2  | 柏たん                       | ビックカメラ柏店 （千葉県柏市、スカイプラザ柏）                                                                          | 柏餅のような髪型。髪飾りとセーラー服のリボンは柏市の木・カシワの葉。アクセサリーは柏市の花・シバザクラ。 | ビックカメラ柏店 (@bic_kashiwa) - X（旧Twitter）                               |      |
| 3  | 八王子たん                   | ビックカメラJR八王子駅店 （東京都八王子市、セレオ八王子南館）                                                            | 王冠の髪飾りをつけている。アクセサリーは八王子市の木・イチョウの黄葉。髪色も黄金色。 | ビックカメラJR八王子駅店 (@bichachioji) - X（旧Twitter）                       |      |
| 4  | ふなたん（船橋たん）         | ビックカメラ船橋店→ビックカメラ船橋駅FACE店 （千葉県船橋市）                                                             | 髪飾りとアクセサリー、セーラー服のリボンは、船橋市の花・ヒマワリの花と葉。 | ビックカメラ船橋駅FACE店 (@bic_funabash) - X（旧Twitter）                      |      |
| 5  | ビックロたん→しんじゅくたん  | ビックカメラ新宿東口店 （東京都新宿区、MI新宿ビル本館）                                                                  | 新宿3人娘は白手袋を着用、ニーソックスは色違いのお揃い。髪飾りは新宿区の花・ツツジ。アクセサリーは「ビックロ」ロゴ。ハイブリッド店舗を表すオッドアイが特徴。セーラー服の襟に胸当てがない。プロフィール欄には「『～ですわ』とお嬢様口調。」と書かれている。2022年6月19日、ビックロ閉店によりビックカメラ新宿東口店単独営業になった為、ビックロたんからしんじゅくたんへ改名した。 | ビックカメラ新宿東口店 (@bic_shinjuku3ch) - X（旧Twitter）                     |      |
| 6  | はまたん（浜松たん）         | ビックカメラ浜松店 （静岡県浜松市、メイワンビックカメラ館）                                                              | セーラー服のリボンは浜松市の木・マツ、髪飾りはみかん。好物はうなぎパイ。 | ビックカメラ浜松店 (@bic_hamamatsu) - X（旧Twitter）                           |      |
| 7  | さがみたん                   | ビックカメラ相模大野店 （神奈川県相模原市、相模大野ステーションスクエアB館）                                             | セーラー服のリボンと髪飾りは、相模原市の花・アジサイ。髪色もアジサイ色のグラデーション。 | ビックカメラ相模大野店 (@bic_sagamioono) - X（旧Twitter）                      |      |
| 8  | 本店たん                     | ビックカメラ池袋本店 （東京都豊島区東池袋、池袋興和ビル）                                                                | プロフィールには「頭にフクロウを乗せている。」と書かれている。アクセサリーは豊島区の木・ソメイヨシノの花。髪飾りも桜色のリボン。 | ビックカメラ池袋本店 (@bicikebukuro) - X（旧Twitter）                          |      |
| 9  | プロスタたん                 | ビック・プロスタジオ 東京写真館 （東京都豊島区東池袋、相馬ビル、ビックカメラアウトレット別館2階）                        | 写真撮影が趣味で一眼レフを持っている。フィルム柄のカチューシャは妹の「フォトたん」とおそろい。 | ビック・プロスタジオ 東京写真館 (@bic_shasinkan) - X（旧Twitter）              |      |
| 10 | 大宮たん                     | ビックカメラ大宮西口そごう店 （埼玉県さいたま市、そごう大宮店パーキング館）                                              | サッカーが好き。大宮区の花・サクラの形のセーラー服のリボン、髪飾り、サポーターとソックスはオレンジと青でまとめている。「ビックカメラのうちわ娘ユニット選抜」にて首位を獲得。 | ビックカメラ大宮西口そごう店 (@bic_ohmiya) - X（旧Twitter）                    |      |
| 11 | 藤沢たん                     | ビックカメラ藤沢店 （神奈川県藤沢市藤沢、増田ビル・遊行通り共同ビル）                                                    | アクセサリーは藤沢市の花・フジ（ノダフジ）。髪の色も藤色。イカの触手のような髪型（動くらしい）。「ロックでクールなお姉さん。『～だぜ』という口調で話す。」の設定通り、Twitter上でも「なりきり」をしている。 | ビックカメラ藤沢店 (@bic_fujisawa) - X（旧Twitter）                            |      |
| 12 | フォトたん                   | ビックカメラ BIC PHOTO DPE専門店 （東京都豊島区東池袋、現ビックカメラアウトレット→ビックカメラ池袋東口カメラ館4階→閉店） | プロスタたんの妹。フィルム柄のカチューシャは姉とお揃い。プロスタたんが撮った写真をプリントしてアルバムに整理している。 元々単独の店舗だったのだが、2018年2月19日にカメラ館に移転後、2021年1月11日、池袋東口カメラ館閉店により、カメ館たんとともに「卒業」。 | ビックカメラ BIC PHOTO DPE専門店 (@bic_photo) - X（旧Twitter）（非公開設定）   |      |
| 13 | なごやたん（名古屋たん）     | ビックカメラ名古屋駅西店 （愛知県名古屋市中村区椿町、ニッセイ名古屋駅西ビル）                                            | 髪飾りはしゃちほこ。エビフライのような髪型。セーラー服のリボンは名古屋市の花・ユリ（黄）。 | ビックカメラ名古屋駅西店 (@bic_nagoya) - X（旧Twitter）                        |      |
| 14 | 有楽町たん                   | ビックカメラ有楽町店 （東京都千代田区、読売会館）                                                                        | 白い髪から千代田区の鳥・ハクチョウのような羽が生えている。セーラー服のリボンは千代田区の花・サクラ。 | ビックカメラ有楽町店 (@bic_yuurakuchou) - X（旧Twitter）                       |      |
| 15 | 新宿西口たん                 | ビックカメラ新宿西口店 （東京都新宿区西新宿、小田急ハルク）                                                              | 新宿3人娘は白手袋を着用、ニーソックスは色違いのお揃い。髪飾りとアクセサリーは新宿区の花・ツツジ。髪色はブルー。Twitterやイベントでは「新西たん」と呼ばれることのほうが多い。 | ビックカメラ新宿西口店 (@bic_shinjyuku) - X（旧Twitter）                       |      |
| 16 | カメ館たん（カメラ館たん）   | ビックカメラ池袋東口カメラ館 （東京都豊島区東池袋、池袋北辰ビル）→閉店                                                   | 本店たんの妹。リボンとくせ毛がお揃い。コンパクトカメラを首から下げている。2021年1月11日、池袋東口カメラ館閉店により、フォトたんとともに「卒業」。 | ビックカメラ池袋東口カメラ館 (@biccameracamera) - X（旧Twitter）（非公開設定） |      |
| 17 | パソ館たん（パソコン館たん） | ビックカメラ池袋本店 パソコン館→ビックカメラ 池袋 カメラ・パソコン館 （東京都豊島区東池袋）                              | 本店たんの妹。リボンとくせ毛がお揃い。プロフィールには「ビルに似たスマホをいつも首からさげている。」とあるが、店舗はガラパゴスケータイであり、ガラケーを持ち、スマホをさげている。 | ビックカメラ 池袋 カメラ・パソコン館 (@bicpkanhonten) - X（旧Twitter）         |      |
| 18 | さっぽろたん（札幌たん）     | ビックカメラ札幌店 （北海道札幌市、札幌エスタ→東急百貨店さっぽろ店 ）                                                    | 髪飾りは雪の結晶。プロフィールには「あだ名は『雪の妖精』。」と書かれている。アクセサリーは札幌市の花・スズラン。マフラーとブーツを着用。 | ビックカメラ札幌店 (@bic_sapporo) - X（旧Twitter）                             |      |
| 19 | 広島たん                     | ビックカメラ広島駅前店 （広島県広島市、BIG FRONTひろしま）                                                               | アクセサリーは広島県の木・モミジ。髪の色も紅葉色。プロフィールには「『～じゃ』など広島弁がたまに出る。」と書かれている（Twitter上では標準語で話す）。 | ビックカメラ広島駅前店 (@bic_hiroshima) - X（旧Twitter）                       |      |
| 20 | せいせきたん（聖蹟たん）     | ビックカメラ聖蹟桜ヶ丘駅店 （東京都多摩市、京王聖蹟桜ヶ丘ショッピングセンターA館）→閉店                                  | 髪飾りは桜の花びら。髪色も桜色(多摩市の花はヤマザクラ)。セーラー服のリボンは多摩市の木・イチョウの青葉。2023年8月16日、同グループのコジマ×ビックカメラに店舗業態変更に伴う閉店により、「卒業」。 | ビックカメラ聖蹟桜ヶ丘駅店 (@bic_seiseki) - X（旧Twitter）（非公開設定）       |      |
| 21 | あべのたん                   | ビックカメラあべのキューズモール店 （大阪府大阪市阿倍野区）                                                              | なんばたんの妹的存在。タコのような赤いショートヘア、たこ焼き型の髪飾りはお揃い。タコのぬいぐるみを抱き、あべのキューズモールのロゴに似た青いブレスレットを付けている。セーラー服のリボンは阿倍野区の花・ペチュニア。 | ビックカメラあべのキューズモール店 (@bic_abeno) - X（旧Twitter）               |      |
| 22 | 岡山たん                     | ビックカメラ岡山駅前店 （岡山県岡山市、成通岡山ビル）                                                                    | 桃のような髪型。腰にきびだんごの入った袋を付けている。セーラー服のリボンは岡山市の花・キク。Twitter上では「～じゃ」など岡山弁で話している。 | ビックカメラ岡山駅前店 (@Bic_Okayamaten) - X（旧Twitter）                      |      |
| 23 | 立川たん                     | ビックカメラ立川店 （東京都立川市曙町、曙町8953ビル）                                                                    | 立川市の特産品・ウドのような髪型。セーラー服のリボンは立川市の花・コブシ。八王子たんと一緒に立川バス上水営業所のラッピングバスになった。 | ビックカメラ立川店 (@bic_tachikawa) - X（旧Twitter）                           |      |
| 24 | 川崎たん                     | ビックカメララゾーナ川崎店 （神奈川県川崎市川崎区）                                                                      | セーラー服のリボンは川崎市の木・ツバキ(白)と「川」の字の3本の短冊。髪色は緑色。 | ビックカメララゾーナ川崎店 (@Bic_kawasaki) - X（旧Twitter）                    |      |
| 25 | 京都たん                     | ビックカメラJR京都駅店 （京都府京都市、JR京都駅NKビル）→閉店                                                             | セーラー服のリボンは京都市の木・ツバキ(紅)。神楽鈴を持っている。プロフィールには「京都弁を話す。」とある。（Twitter上では標準語で話した）。2023年5月7日、JR京都駅店閉店により、「卒業」。 | ビックカメラJR京都駅店 (@biccamerakyoto) - X（旧Twitter）（非公開設定）        |      |
| 26 | なんばたん                   | ビックカメラなんば店 （大阪府大阪市中央区、エスカールなんば）                                                            | あべのたんの姉的存在(関西初出店)。タコのような赤いロングヘア、たこ焼き型の髪飾りはお揃い。セーラー服のリボンはヒョウ柄。アクセサリーは大阪市と中央区の花・パンジー。 | ビックカメラなんば店 (@biccamera_nanba) - X（旧Twitter）                       |      |
| 27 | なごやげーとたん             | ビックカメラ名古屋JRゲートタワー店 （愛知県名古屋市）                                                                    | 髪飾りはしゃちほこ。髪型は名古屋巻き。セーラー服のリボンは名古屋市の花・ユリ(白)。 | ビックカメラ名古屋JRゲートタワー店 (@bic_nagoyagate) - X（旧Twitter）          |      |
| 28 | 池西たん（池袋西口たん）     | ビックカメラ池袋西口店 （東京都豊島区西池袋）                                                                            | 本店たんの妹、カメ館たん・パソ館たんの姉。ピンクのリボンは四姉妹でお揃い。アクセサリーは豊島区の木・ソメイヨシノの花。 | ビックカメラ池袋西口店 (@bicikenishi) - X（旧Twitter）                         |      |
| 29 | アキバたん（秋葉原たん）     | ビックカメラAKIBA （東京都千代田区、秋葉原I'MKビル）                                                                     | メイド風の猫耳ヘッドドレスと、猫耳のニーソックスを着用。セーラー服のリボンは千代田区の花・サクラ。擬人化誕生日（キャラクターの公表日）が2017年06月05日であり、店舗誕生日（店舗の開店日）は2017年06月22日である。 | ビックカメラAKIBA (@bic_akiba) - X（旧Twitter）                                |      |
| 30 | 調布たん                     | ビックカメラ京王調布店 （東京都調布市、トリエ京王調布B館)                                                                | セーラー服のリボンは調布市の花・サルスベリと映画のフィルム。映画好きでビデオカメラを持っている。髪型はカチンコのような黄色と黒の三つ編み。 | ビックカメラ京王調布店 (@bic_keiochofu) - X（旧Twitter）                       |      |
| 31 | 天神2号たん                  | ビックカメラ天神2号館 （福岡県福岡市）                                                                                   | 髪飾りは福岡市の冬の花・サザンカ。福岡県の花・梅も好き。 | ビックカメラ天神2号館 (@biccameratenjin) - X（旧Twitter）                      |      |
| 32 | ふなとーたん                 | ビックカメラ船橋東武店 （千葉県船橋市本町）→閉店                                                                         | セーラー服のリボンは船橋市の花・ヒマワリの花と葉で、ふなたんとお揃い。髪飾りは風車、アンデルセンの童話が好き。2022年3月31日、船橋東武店閉店により、「卒業」。 | ビックカメラ船橋東武店 (@bic_funatobu) - X（旧Twitter）（非公開設定）          |      |
| 33 | 鹿児島たん                   | ビックカメラ鹿児島中央駅店 （鹿児島県鹿児島市、AMU WE）                                                                  | セーラー服のリボンは鹿児島市の花・キョウチクトウの花と葉。髪は鹿児島県の鳥・ルリカケス色。法被の裏地は宇宙柄。好物はさつまいも。 | ビックカメラ鹿児島中央駅店 (@bic_kagoshima) - X（旧Twitter）                   |      |
| 34 | にいがたたん（新潟たん）     | ビックカメラ新潟店 （新潟県新潟市、CoCoLo南館）                                                                          | セーラー服のリボンは新潟県の花・チューリップと新潟県の鳥・トキ。稲穂のような三つ編みをおにぎり型の髪飾りで止めている。好物はお米。 | ビックカメラ新潟店 (@niigata_bic) - X（旧Twitter）                             |      |
| 35 | みっけたん（赤坂たん）       | ビックカメラ赤坂見附店 （東京都港区、ベルビー赤坂）                                                                      | セーラー服のリボンは港区の花・バラ。「3」の字のアホ毛が出たバラのようなお団子のまとめ髪を「坂」の字の髪飾りで止めている。 | ビックカメラ赤坂見附店 (@bicakasaka) - X（旧Twitter）                          |      |
| 36 | 町田たん                     | ビックカメラ町田店 （東京都町田市、小田急百貨店町田店）→閉店                                                             | セーラー服のリボンは町田市の花・サルビア。髪は町田市の鳥・カワセミ色。前髪のヘアピンと結んだ横髪が「町」の字になっている。2022年11月13日、町田店閉店により、「卒業」。 | ビックカメラ町田店 (@bic_machida) - X（旧Twitter）（非公開設定）               |      |
| 37 | しぶハチたん                 | ビックカメラ渋谷ハチ公口店 （東京都渋谷区道玄坂）                                                                        | セーラー服のリボンは渋谷区の花・ハナショウブ。犬の耳のような髪型で、犬が好き。 | ビックカメラ渋谷ハチ公口店 (@bicshibuhachi00) - X（旧Twitter）                 |      |
| 38 | しぶとーたん                 | ビックカメラ渋谷東口店 （東京都渋谷区渋谷、本館:渋谷東映プラザ・新館:渋谷全線座ビル）                                    | 髪飾りは渋谷区の花・ハナショウブ。同系色のネクタイをセーラー服のリボンの代わりに結んでいる。 | ビックカメラ渋谷東口店 (@bic_shibuya) - X（旧Twitter）                         |      |
| 39 | 新横たん                     | ビックカメラ新横浜店 （神奈川県横浜市港北区、キュービックプラザ新横浜）                                                  | アクセサリーは横浜市の花・バラ。帽子とリボン、ソックスをマリンカラーでまとめている。スポーツ観戦が好きで双眼鏡を持っている。 | ビックカメラ新横浜店 (@bic_shinyoko) - X（旧Twitter）                          |      |
| 40 | 新東たん                     | ビックカメラ新宿東口駅前店（新宿区新宿）                                                                                 | 新宿3人娘は白手袋を着用、ニーソックスは色違いのお揃い。髪飾りとアクセサリーは新宿区の花・ツツジ。髪色は黄色。 | ビックカメラ新宿東口駅前店 (@Bic_shintoueki) - X（旧Twitter）                  |      |
| 41 | たまプラたん                 | ビックカメラ イトーヨーカドー たまプラーザ店（神奈川県横浜市青葉区美しが丘）                                             | 髪は青葉のような緑色。セーラー服のリボンと髪飾りは、青葉区の花・ヤマザクラ。法被に肩章がついている。2025年1月31日、イトーヨーカドーたまプラーザ店閉店により、「卒業」。 | ビックカメラたまプラーザ店 (@bic_tamapla) - X（旧Twitter）（非公開設定）       |      |
| 42 | 天神1号たん                  | ビックカメラ天神1号館 （福岡県福岡市中央区今泉）                                                                         | 髪飾りは福岡市の夏の花・フヨウ。福岡県の花・梅も好き。天神1号館だが「ビッカメ娘」のキャラクター誕生は2号より後で姿もよく似ている。 | ビックカメラ天神1号館 (@bic_tenjin) - X（旧Twitter）                           |      |
| 43 | 所沢たん                     | ビックカメラ所沢駅店（埼玉県所沢市、ワルツ所沢内西武所沢S.C.）                                                           | 髪は青色のグラレーション。セーラー服のリボンは所沢市の花・茶の花。髪の毛と法被の裏地は空をイメージしており、CAと同じ帽子とスカーフを着用している。 | ビックカメラ所沢駅店 (@bic_toko) - X（旧Twitter）                              |      |
| 44 | 八尾たん                     | ビックカメラアリオ八尾店 （大阪府八尾市）                                                                                | 髪は８本に分かれている。セーラー服のリボンは八尾市の木・イチョウの葉。アーミーブーツを履いている。 | ビックカメラアリオ八尾店 (@bic_yao) - X（旧Twitter）                           |      |
| 45 | たかつきたん（高槻たん）     | ビックカメラ高槻阪急スクエア店 （大阪府高槻市）                                                                          | 古風なサイドポニーと勾玉の髪飾りが特徴。はにわたんとは特に仲良し。胸のモチーフはウノハナ。 | ビックカメラ高槻阪急スクエア店 (@bic_takatsuki) - X（旧Twitter）               |      |
| 46 | 千葉たん                     | ビックカメラ千葉駅前店（千葉県千葉市、マインズ千葉）                                                                     | ヘアバンド(ハチマキ)とサイドの赤い大きなリボンが特徴。カモメたんとは特に仲良し。アニメのツンデレキャラに憧れている。胸の飾りは月と星をモチーフにしている | ビックカメラ千葉駅前店 (@bic_chiba) - X（旧Twitter）                           |      |

これ以外の店舗はキャラクターになっていなく、そもそもツイッターのアカウントのない店舗（ビックカメラセレクト等）もある。
店舗以外には、ビックカメラの格安SIMBIC SIMの擬人化キャラクター「ビックシムたん」 が存在し、かつては「お偉いたん」という男性キャラクターも存在した。

## 衣装など
法被の中に着るセーラー服は以下に分別される。
- 高校生タイプ - 襟が三角形。家電以外も扱っている店が多い。
- 中学生タイプ - 襟が四角形。家電のみの店が多い。
- 小学生タイプ - カメ館たんパソ館たん等の専門店。

このほか、袴を穿いている 旗艦店タイプ（本店たん・有楽町たん）や、トップスがダブルブレストのセーラーブレザーになっている高級店タイプ（みっけたん・たまプラたん）等が存在する。

## 企画
- 盛田金しゃちビール

「ビッカメ娘」の「なごやげーとたん」と「なごやたん」のラベルを発売。
- 北海道ワイン

「おたるワインさっぽろたん」の「ナイヤガラ白」と「キャンベルロゼ」を発売。
- OXYBOT

2020年2月19日(水)より一か月限定でOXYBOT社のVAC (バーチャル・AI・クルー) として三か国語で有楽町店の案内を行うデモ機のモデルに有楽町たんを起用。
- 大宮ガチャ

ジェットワークスとアルシェの協働企画「大宮ガチャ」の第二弾に「大宮たん」が登場。

### ゲスト出演
- WIXOSS

2017年10月21日（土）〜11月19日（日）にビックカメラ33店舗の玩具(ゲーム)コーナーで(税込)500円以上購入するとビッカメ娘のオリジナルプロモーションカードをおまけとして配布。
- Lapis Re:LiGHTs

アニメ内にモブキャラとして登場し、クレジットタイトルにも「ビッカメ娘」と記載。
- 超普通都市カシワ伝説R

8話に柏たんがモブキャラとして登場。
2020年7月14日(火)メンテナンス後～2020年7月30日(木)23:59に水戸たん が、2020年11月12日(木)メンテナンス後～2020年11月26日(木)13:59に本店たん、カメ館たん、パソ館たん、2022年2月9日（水）メンテナンス後～2022年2月24日（木）13:59までにさっぽろたん が登場。
- maimaiでらっくす

セガのアーケードゲーム「maimaiでらっくす」に楽曲として「ビックカメラのテーマソング」が追加され、「ビックカメラちほー」のつあーメンバーにビッカメ娘たちが登場。

### コラボレーション
- アニメ店長

新宿西口たんはアニメイトの移転をきっかけに店舗でアニメ店長とコラボした。
- まぷ子

アキバたんはビックカメラAKIBAへのリニューアル時に「AKIBA ビックマップ」として、ソフマップのイメージキャラクターまぷ子とコラボした。
- クックパッド

ビッカメ娘と同じくナイセンによるクックパッドの公式擬人化キャラクター・バーチャルYouTuberとしてクックパッドたんが存在（2023年末活動終了）しており、その関係でキーコーヒーのカフェ「KEY‘S CAFE」がある店舗ではコラボメニューの展開を数回実施している。また、2019年のバレンタインデーにはニコニコ生放送「高橋李依の今晩なにつくろ？」ともコラボし、該当店舗のビッカメ娘・クックパッドたん・同番組MCを務める声優の高橋李依を元にした「りえりーたん」のイラストが入ったキットカットの配布も行った。
- 温泉むすめ

水戸たんは2023年6月10日（土）より茨城県・大子温泉の温泉むすめである「大子紅葉」とコラボし、「ビックカメラ水戸駅店」と「大子町観光協会」で等身大パネルを設置した。

## 同様のキャラクター
- びたみん - ビックドラッグの広報担当のマスコットキャラクター。他に健康推進担当の幼馴染み「けーるん」とコジマドラッグ広報担当の妹の「あみのん」がいる[37]。かつてはTwitter[38] でなりきりツイートをしていた。その後ビックカメラの公式アカウントに統合される形で閉鎖され非公開設定となった。
- コジ坊 - コジマのマスコット。2022年よりコジマ×ビックカメラの宣伝隊長としてTwitter上で活動しているが[39]、1989年から存在し登場当初は「安値ボーヤ」だった。コジマについては店舗ごとのアカウントは柏店[40]、静岡店[41]、熊本店[42] を除いて開設されていない。

## 関連書籍
- 月刊コミックアライブにて連載[43]。
- ビックカメラ店舗擬人化プロジェクト ビッカメ娘 ビジュアルブック 2019/3/15 発売 ISBN 4040654013

ナイセン （原著、監修）
KADOKAWA （出版）